# Championnat de Tunisie de football 2020-2021
Navigation
Saison précédente Saison suivante
La saison 2020-2021 du championnat de Tunisie de football est la 66e édition de la première division tunisienne à poule unique, la Ligue Professionnelle 1. 
Les quatorze meilleurs clubs tunisiens jouent les uns contre les autres à deux reprises durant la saison, à domicile et à l'extérieur. En fin de saison, les deux derniers du classement sont relégués et remplacés par les deux meilleurs clubs de la Ligue Professionnelle 2.
Les équipes promues de deuxième division sont l'Avenir sportif de Rejiche, qui effectue sa première saison dans l'élite, et l'Olympique de Béja qui remplacent le Croissant sportif chebbien et le Club sportif de Hammam Lif.
L'Espérance sportive de Tunis est le tenant du titre. Ses principaux adversaires pour la victoire finale sont le Club africain, l'Étoile sportive du Sahel et le Club sportif sfaxien. Les deux premiers du classement se qualifient pour la Ligue des champions de la CAF tandis que le troisième et le quatrième participent à la coupe de la confédération.

## Clubs participants
| \| CA EST ST CAB ESS USM JSK CSS ESM USBG UST ASS OB ASR \| Localisation des clubs engagés dans le championnat. |
| CA EST ST CAB ESS USM JSK CSS ESM USBG UST ASS OB ASR                                                           |

### Décisions administratives
La Fédération tunisienne de football (FTF) gèle les activités du Croissant sportif chebbien le 17 octobre 2020, une décision qui fait suite à un litige entre les deux parties, le club ayant été condamné à payer une amende de 200 000 dinars. Face au non-règlement de ce montant, la décision est prise par la FTF d'exclure le club de tous les championnats nationaux à partir de la saison 2020-2021 et d'organiser un mini-championnat pour identifier l'équipe qui la remplacera. À l'issue de ce tournoi, c'est la Jeunesse sportive kairouanaise qui reste parmi l'élite malgré une égalité parfaite avec le Club sportif de Hammam Lif. En effet, c'est le critére du meilleur classement fair-play qui à départagé les deux équipes.

### Liste
Les treize premiers du championnat 2019-2020 à l'exception du Croissant sportif chebbien ainsi que les deux premiers du championnat de Ligue II 2019-2020 participent à la compétition.
L'Olympique de Béja fait son retour en Ligue I après trois ans d'absence. L'Avenir sportif de Rejiche dispute pour sa part la première saison en Ligue I de son histoire.
| Club                           | Dernière montée | Classement 2019-2020 | Entraîneur              | Depuis | Stade                       | Capacité théorique | Ville       |
| ------------------------------ | --------------- | -------------------- | ----------------------- | ------ | --------------------------- | ------------------ | ----------- |
| Espérance sportive de Tunis    | 1971            | 1er                  | Mouine Chaabani         | 2018   | Stade olympique de Radès    | 65 000             | Tunis       |
| Club sportif sfaxien           | 1947            | 2e                   | José Murcia (en)        | 2021   | Stade Taïeb-Mehiri          | 22 000             | Sfax        |
| Union sportive monastirienne   | 2017            | 3e                   | Afouène Gharbi          | 2021   | Stade Mustapha-Ben-Jannet   | 25 000             | Monastir    |
| Étoile sportive du Sahel       | 1962            | 4e                   | Lassaad Dridi           | 2021   | Stade olympique de Sousse   | 30 000             | Sousse      |
| Club africain                  | 1937            | 5e                   | Montasser Louhichi      | 2021   | Stade olympique de Radès    | 65 000             | Tunis       |
| Stade tunisien                 | 2017            | 6e                   | Ghazi Ghrairi           | 2021   | Stade Chedly-Zouiten        | 20 000             | Le Bardo    |
| Union sportive de Ben Guerdane | 2015            | 7e                   | Aymen Chaouat (intérim) | 2021   | Stade du 7-Mars             | 10 000             | Ben Gardane |
| Union sportive de Tataouine    | 2018            | 9e                   | Hamadi Dhaou            | 2019   | Stade Néjib-Khattab         | 5 000              | Tataouine   |
| Avenir sportif de Soliman      | 2019            | 10e                  | Yamen Zelfani           | 2021   | Stade municipal de Soliman  | 3 000              | Soliman     |
| Étoile sportive de Métlaoui    | 2013            | 11e                  | Kais Yaâkoubi           | 2020   | Stade municipal de Métlaoui | 5 000              | Métlaoui    |
| Club athlétique bizertin       | 1990            | 12e                  | Larbi Zouaoui           | 2021   | Stade du 15-Octobre         | 20 000             | Bizerte     |
| Jeunesse sportive kairouanaise | 2009            | 13e                  | Mourad Okbi             | 2021   | Stade Hamda-Laouani         | 25 000             | Kairouan    |
| Olympique de Béja              | 2020            | 1er-Groupe A (L2)    | Chiheb Ellili           | 2021   | Stade Boujemaa-Kmiti        | 10 000             | Béja        |
| Avenir sportif de Rejiche      | 2020            | 1er-Groupe B (L2)    | Saïd Saïbi              | 2020   | Stade municipal de Rejiche  | 3 000              | Rejiche     |

- Ligue des champions de la CAF
- Coupe de la confédération
- Promu de la Ligue II 2019-2020

### Changements d'entraîneur
| Club            | Entraîneur(s) partant(s) | Motif du départ     | Date de départ   | Position   | Entraîneur(s) arrivant(s) | Date d'arrivée   |
| --------------- | ------------------------ | ------------------- | ---------------- | ---------- | ------------------------- | ---------------- |
| CS Sfax         | Faouzi Benzarti          | Changement de club  | 13 novembre 2020 | Pré-saison | Anis Boujelbene           | 15 novembre 2020 |
| CA Bizerte      | Mokhtar Trabelsi         | Licenciement        | 23 décembre 2020 | 14e        | Larbi Zouaoui             | 23 décembre 2020 |
| Club africain   | Lassaad Dridi            | Démission           | 3 janvier 2021   | 11e        | Kais Yaâkoubi             | 1er février 2021 |
| Stade tunisien  | Anis Boussaïdi           | Licenciement        | 4 janvier 2021   | 7e         | Nassif Bayaoui            | 4 janvier 2021   |
| ES Sahel        | Jorvan Vieira            | Licenciement        | 11 janvier 2021  | 6e         | Lassaad Dridi             | 11 janvier 2021  |
| AS Soliman      | Sami Gafsi               | Licenciement        | 14 janvier 2021  | 7e         | Yemen Zelfani             | 11 janvier 2021  |
| O.Béja          | Chaker Meftah            | Licenciement        | 26 janvier 2021  | 11e        | Khaled Ben Yahia          | 27 janvier 2021  |
| Stade tunisien  | Nassif Bayaoui           | Démission           | 4 février 2021   | 9e         | Ghazi Ghrairi             | 4 février 2021   |
| Club africain   | Kais Yaâkoubi            | Démission           | 14 février 2021  | 13e        | Montasser Louhichi        | 12 février 2021  |
| CS Sfax         | Anis Boujelbene          | Démission           | 4 mars 2021      | 2e         | José Murcia (en)          | 4 mars 2021      |
| O. Béja         | Khaled Ben Yahia         | Licenciement        | 14 mars 2021     | 10e        | Chiheb Ellili             | 15 mars 2021     |
| US Ben Guerdane | Hassen Gabsi             | Démission           | 31 mars 2021     | 3e         | Aymen Chaouat             | 1er avril 2021   |
| US Monastir     | Lassaad Chabbi           | Démission           | 4 avril 2021     | 7e         | Afouène Gharbi            | 6 avril 2021     |
| CS Sfax         | José Murcia (en)         | Consentement mutuel | 7 mai 2021       | 5e         | Hamadi Dhaou              | 8 mai 2021       |

## Compétition

### Règlement
Le classement est calculé avec le barème de points suivant : une victoire vaut trois points, le match nul un. La défaite ne rapporte aucun point.
À égalité de points, les critères de départage sont les suivants :
1. plus grand nombre de points dans les confrontations directes ;
2. plus grand nombre de buts dans les confrontations directes ;
3. plus grande différence de buts dans les matchs de la phase aller ;
4. plus grand nombre de buts marqués dans la phase aller;
5. plus grande différence de buts générale ;
6. plus grand nombre de buts marqués ;
7. meilleur classement fair-play ;
8. tirage au sort pour départager les équipes en cas d'égalité absolue.

### Classement
Source : Fédération tunisienne de football.
| Rang | Équipe               | Pts | J  | G  | N  | P  | Bp | Bc | Diff |
| ---- | -------------------- | --- | -- | -- | -- | -- | -- | -- | ---- |
| 1    | Espérance de Tunis T | 60  | 26 | 19 | 3  | 4  | 37 | 16 | +21  |
| 2    | Étoile du Sahel      | 50  | 26 | 15 | 5  | 6  | 46 | 26 | +20  |
| 3    | US Ben Guerdane      | 41  | 26 | 10 | 11 | 5  | 25 | 16 | +9   |
| 4    | AS Soliman           | 40  | 26 | 11 | 7  | 8  | 35 | 34 | +1   |
| 5    | CS Sfax C            | 40  | 26 | 10 | 10 | 6  | 29 | 16 | +13  |
| 6    | AS Rejiche P         | 36  | 26 | 9  | 9  | 8  | 27 | 23 | +4   |
| 7    | US Tataouine         | 33  | 26 | 8  | 9  | 9  | 24 | 30 | -6   |
| 8    | Club africain        | 33  | 26 | 7  | 12 | 7  | 26 | 30 | -4   |
| 9    | ES Métlaoui          | 32  | 26 | 8  | 8  | 10 | 17 | 21 | -4   |
| 10   | US Monastir S        | 31  | 26 | 8  | 7  | 11 | 28 | 29 | -1   |
| 11   | CA Bizerte           | 31  | 26 | 8  | 7  | 11 | 21 | 27 | -6   |
| 12   | Olympique de Béja P  | 31  | 26 | 7  | 10 | 9  | 25 | 26 | -1   |
| 13   | Stade tunisien       | 29  | 26 | 6  | 11 | 9  | 22 | 22 | 0    |
| 14   | JS Kairouan          | 3   | 26 | 0  | 3  | 23 | 14 | 60 | -46  |

Qualifications africaines
- 1er et 2e : Qualifiés pour la Ligue des champions 2021-2022
- 3e et 5e: Qualifié pour la coupe de la confédération 2021-2022

Relégation
- 13e et 14e : Relégué en Ligue II

Abréviations
- T : Tenant du titre
- C : Vainqueur de la coupe de Tunisie 2020-2021
- S : Vainqueur de la Supercoupe de Tunisie 2019-2020
- P : Promus de Ligue II 2019-2020

### Matchs
| Résultats (▼dom., ►ext.)                                   | EST | CSS | USM | ESS | CA  | ST  | USBG | UST | ASS | ESM | CAB | OB  | ASR | JSK |
| EST                                                        |     | 0-0 | 1-0 | 2-0 | 1-0 | 2-1 | 1-0  | 1-0 | 2-2 | 1-2 | 1-0 | 1-0 | 2-0 | 3-1 |
| CSS                                                        | 2-0 |     | 2-1 | 1-2 | 3-0 | 3-0 | 1-1  | 1-2 | 0-1 | 2-1 | 0-0 | 0-0 | 1-0 | 2-0 |
| USM                                                        | 0-1 | 0-0 |     | 3-1 | 0-1 | 0-0 | 0-0  | 4-0 | 2-2 | 1-0 | 2-2 | 2-0 | 2-3 | 2-0 |
| ESS                                                        | 2-0 | 0-1 | 3-1 |     | 2-2 | 1-0 | 2-1  | 0-0 | 2-0 | 2-0 | 4-0 | 4-4 | 2-0 | 5-1 |
| CA                                                         | 1-1 | 0-0 | 1-3 | 1-1 |     | 2-2 | 1-0  | 2-2 | 2-1 | 0-1 | 1-0 | 1-1 | 1-1 | 4-2 |
| ST                                                         | 0-1 | 1-0 | 0-0 | 1-0 | 0-1 |     | 0-0  | 2-3 | 2-1 | 0-0 | 2-0 | 2-2 | 0-0 | 2-0 |
| USBG                                                       | 0-1 | 1-0 | 3-2 | 1-0 | 2-0 | 0-0 |      | 1-1 | 2-0 | 0-0 | 0-1 | 1-0 | 1-1 | 2-0 |
| UST                                                        | 0-1 | 0-0 | 3-1 | 0-0 | 0-0 | 2-0 | 0-0  |     | 0-1 | 0-0 | 1-0 | 0-0 | 0-2 | 3-1 |
| ASS                                                        | 0-2 | 1-1 | 0-0 | 2-1 | 2-1 | 1-2 | 0-2  | 2-2 |     | 1-0 | 1-2 | 2-2 | 2-1 | 2-1 |
| ESM                                                        | 1-2 | 0-1 | 2-0 | 1-1 | 0-0 | 0-0 | 0-0  | 1-0 | 0-1 |     | 1-0 | 0-2 | 0-3 | 2-0 |
| CAB                                                        | 2-0 | 1-1 | 0-2 | 1-2 | 1-1 | 0-2 | 0-1  | 0-1 | 2-1 | 0-1 |     | 1-0 | 1-1 | 0-0 |
| OB                                                         | 1-4 | 1-0 | 3-0 | 1-2 | 2-0 | 1-1 | 1-1  | 0-1 | 2-2 | 1-0 | 0-1 |     | 0-0 | 1-1 |
| ASR                                                        | 0-1 | 3-3 | 1-0 | 0-1 | 1-1 | 0-0 | 1-1  | 2-0 | 3-1 | 1-0 | 1-0 | 0-1 |     | 2-0 |
| JSK                                                        | 0-3 | 0-4 | 0-1 | 1-3 | 1-2 | 0-4 | 1-3  | 0-1 | 2-3 | 1-1 | 0-4 | 0-1 | 0-2 |     |
| - Victoire à domicile - Match nul - Victoire à l'extérieur |     |     |     |     |     |     |      |     |     |     |     |     |     |     |

### Domicile et extérieur
Voici le classement des performances des équipes, respectivement à domicile et à l'extérieur.
| Rang | Équipe          | Pts | J  | G  | N | P | Bp | Bc | Diff |
| ---- | --------------- | --- | -- | -- | - | - | -- | -- | ---- |
| 1    | ES Tunis        | 32  | 13 | 10 | 2 | 1 | 18 | 6  | +12  |
| 2    | ES Sahel        | 30  | 13 | 9  | 3 | 1 | 29 | 10 | +19  |
| 3    | US Ben Guerdane | 27  | 13 | 8  | 3 | 2 | 15 | 6  | +9   |
| 4    | AS Soliman      | 27  | 13 | 8  | 3 | 2 | 19 | 12 | +7   |
| 5    | CS Sfax         | 24  | 13 | 7  | 3 | 3 | 18 | 8  | +10  |
| 6    | AS Rejiche      | 22  | 13 | 6  | 4 | 3 | 15 | 9  | +6   |
| 7    | ES Métlaoui     | 21  | 13 | 6  | 3 | 4 | 11 | 10 | +1   |
| 8    | US Monastir     | 20  | 13 | 5  | 5 | 3 | 17 | 10 | +7   |
| 9    | CA Bizerte      | 6   | 13 | 5  | 5 | 3 | 13 | 11 | +2   |
| 10   | Club africain   | 19  | 13 | 4  | 4 | 7 | 17 | 15 | +2   |
| 11   | Stade tunisien  | 18  | 13 | 4  | 6 | 3 | 11 | 8  | +3   |
| 12   | US Tataouine    | 18  | 13 | 4  | 6 | 3 | 12 | 11 | +1   |
| 13   | Olympique Béja  | 17  | 13 | 4  | 5 | 4 | 14 | 13 | +1   |
| 14   | JS Kairouan     | 1   | 13 | 0  | 0 | 1 | 7  | 31 | -24  |

| Rang | Équipe          | Pts | J  | G | N | P | Bp | Bc | Diff |
| ---- | --------------- | --- | -- | - | - | - | -- | -- | ---- |
| 1    | ES Tunis        | 28  | 13 | 9 | 1 | 3 | 19 | 10 | +9   |
| 2    | ES Sahel        | 20  | 13 | 6 | 2 | 5 | 17 | 16 | +1   |
| 3    | CS Sfax         | 16  | 13 | 3 | 7 | 3 | 11 | 8  | +3   |
| 4    | US Tataouine    | 15  | 13 | 4 | 3 | 6 | 12 | 19 | -7   |
| 5    | US Ben Guerdane | 14  | 13 | 2 | 8 | 3 | 10 | 10 | 0    |
| 6    | Olympique Béja  | 14  | 6  | 1 | 3 | 2 | 11 | 13 | -2   |
| 7    | AS Rejiche      | 14  | 13 | 3 | 5 | 5 | 12 | 14 | -2   |
| 8    | Club africain   | 14  | 13 | 3 | 3 | 5 | 9  | 15 | -6   |
| 9    | AS Soliman      | 13  | 13 | 3 | 4 | 6 | 16 | 22 | -6   |
| 10   | Stade tunisien  | 11  | 13 | 2 | 5 | 6 | 11 | 14 | -3   |
| 11   | ES Métlaoui     | 11  | 13 | 2 | 5 | 6 | 6  | 11 | -5   |
| 12   | CA Bizerte      | 11  | 13 | 3 | 2 | 8 | 8  | 16 | -8   |
| 13   | US Monastir     | 11  | 13 | 3 | 2 | 8 | 11 | 19 | -8   |
| 14   | JS Kairouan     | 2   | 13 | 0 | 2 | 5 | 7  | 29 | -22  |

### Utilisation du VAR
Le 25 février 2021, une réunion se déroule entre la Fédération tunisienne de football et les responsables de la FIFA au sujet du VAR. Il est alors décidé que l'arbitrage vidéo sera officiellement mis en place à l'occasion des prochains matchs du championnat.

## Statistiques

### Évolution du classement
Le tableau suivant récapitule le classement au terme de chacune des journées définies par le calendrier officiel. 
| Journées → | 1  | 2  | 3  | 4  | 5  | 6  | 7  | 8  | 9  | 10 | 11 | 12 | 13 | 14 | 15 | 16 | 17 | 18 | 19 | 20 | 21 | 22 | 23 | 24 | 25 | 26 | Journées en tête | Journées relégable |
| Équipe     |    |    |    |    |    |    |    |    |    |    |    |    |    |    |    |    |    |    |    |    |    |    |    |    |    |    |                  |                    |
| ---------- | -- | -- | -- | -- | -- | -- | -- | -- | -- | -- | -- | -- | -- | -- | -- | -- | -- | -- | -- | -- | -- | -- | -- | -- | -- | -- | ---------------- | ------------------ |
| ASR        | 1  | 4  | 9  | 7  | 5  | 6  | 5  | 4  | 4  | 6  | 6  | 6  | 5  | 5  | 5  | 5  | 5  | 4  | 5  | 5  | 5  | 5  | 6  | 6  | 6  | 6  | 1                |                    |
| ASS        | 5  | 10 | 8  | 9  | 8  | 9  | 7  | 6  | 5  | 4  | 5  | 6  | 6  | 7  | 6  | 7  | 7  | 7  | 6  | 6  | 6  | 6  | 4  | 5  | 4  | 4  |                  |                    |
| CAB        | 10 | 14 | 14 | 14 | 13 | 13 | 13 | 12 | 12 | 12 | 12 | 12 | 12 | 13 | 12 | 12 | 12 | 13 | 13 | 13 | 13 | 13 | 13 | 12 | 11 | 9  |                  | 6                  |
| CA         | 2  | 9  | 10 | 10 | 11 | 11 | 11 | 12 | 13 | 13 | 13 | 13 | 13 | 12 | 13 | 13 | 13 | 12 | 12 | 12 | 12 | 8  | 8  | 7  | 8  | 8  |                  | 8                  |
| CSS        | 4  | 3  | 1  | 3  | 2  | 2  | 2  | 2  | 2  | 2  | 3  | 2  | 2  | 3  | 2  | 3  | 3  | 3  | 4  | 4  | 4  | 4  | 5  | 5  | 5  | 5  | 1                |                    |
| ESS        | 2  | 1  | 4  | 2  | 5  | 6  | 6  | 5  | 5  | 4  | 3  | 3  | 3  | 2  | 3  | 2  | 2  | 2  | 2  | 2  | 2  | 2  | 2  | 2  | 2  | 2  | 1                |                    |
| ESM        | 6  | 9  | 7  | 6  | 8  | 6  | 8  | 7  | 6  | 8  | 10 | 11 | 11 | 11 | 11 | 11 | 11 | 11 | 10 | 10 | 11 | 10 | 11 | 11 | 10 | 9  | 9                |                    |
| EST        | 7  | 4  | 3  | 2  | 1  | 1  | 1  | 1  | 1  | 1  | 1  | 1  | 1  | 1  | 1  | 1  | 1  | 1  | 1  | 1  | 1  | 1  | 1  | 1  | 1  | 1  | 22               |                    |
| JSK        | 13 | 10 | 13 | 14 | 14 | 14 | 14 | 14 | 14 | 14 | 14 | 14 | 14 | 14 | 14 | 14 | 14 | 14 | 14 | 14 | 14 | 14 | 14 | 14 | 14 | 14 |                  | 23                 |
| OB         | 5  | 11 | 11 | 8  | 6  | 7  | 7  | 8  | 6  | 8  | 8  | 9  | 8  | 8  | 7  | 6  | 8  | 10 | 9  | 9  | 8  | 8  | 8  | 11 | 9  | 12 |                  |                    |
| ST         | 9  | 7  | 1  | 4  | 5  | 6  | 5  | 7  | 9  | 8  | 8  | 9  | 9  | 9  | 9  | 9  | 7  | 6  | 7  | 8  | 11 | 11 | 12 | 13 | 13 | 13 | 1                |                    |
| USBG       | 8  | 5  | 6  | 8  | 5  | 5  | 4  | 4  | 4  | 4  | 4  | 4  | 4  | 4  | 4  | 4  | 4  | 5  | 3  | 3  | 3  | 3  | 3  | 3  | 3  | 3  |                  |                    |
| USMO       | 12 | 13 | 13 | 12 | 12 | 12 | 9  | 10 | 8  | 7  | 7  | 7  | 7  | 6  | 8  | 8  | 8  | 8  | 7  | 7  | 8  | 9  | 9  | 10 | 10 | 10 |                  | 2                  |
| UST        | 14 | 13 | 12 | 11 | 10 | 9  | 11 | 10 | 10 | 11 | 11 | 11 | 10 | 10 | 10 | 10 | 9  | 9  | 10 | 11 | 10 | 10 | 10 | 8  | 7  | 7  |                  | 2                  |

À l'issue de la première journée, six équipes sont classées ex æquo selon tous les points du règlement.
En italique figurent les équipes comptant un match en retard (exemple : 6 pour l'ESS et 2 pour le CSS à l'issue de la 6e journée). En italique et souligné figurent les équipes comptant deux matchs de retard (exemple : 2 à l'issue de le 6e journée) :
1. ↑  La rencontre de la 3e journée (OB-CSS) est reportée en raison du match du CSS en Ligue des champions.
2. ↑  La rencontre de la 6e journée (ESS-CSS et JSK-EST) sont reportés en raison des matchs de l'ESS à la coupe de la confédération et les matchs retour de l'EST et du CSS à la Ligue des champions.
3. ↑  La rencontre de la 15e journée entre l'EST et l'USMO est reportée en raison du match de l'EST en Ligue des champions.
4. ↑  La rencontre de la 16e journée entre l'UST et l'EST est reportée à une date ultérieure.
5. ↑  Les rencontres de la 17e journée (CSS-OB) et (USMO-ESS) sont reportées à la suite des matchs du CSS et de l'ESS en coupe de la confédération.

### Buts marqués par journée
Ce graphique représente le nombre de buts marqués lors de chaque journée :

### Meilleurs buteurs
| Rang | Joueur                | Club            | Buts |
| ---- | --------------------- | --------------- | ---- |
| 1    | Aymen Sfaxi           | ES Sahel        | 9    |
| 2    | Nidhal Ben Salem      | AS Rejiche      | 8    |
| 2    | Souleymane Coulibaly  | ES Sahel        | 8    |
| 2    | Aboubacar Diarra      | US Tataouine    | 8    |
| 2    | Alia Sylla            | ES Sahel        | 8    |
| 5    | Bilel Ait Malek       | Stade tunisien  | 7    |
| 5    | Firas Chaouat         | CS Sfax         | 7    |
| 5    | Firas Ben Tarcha      | US Ben Guerdane | 7    |
| 5    | Taha Yassine Khenissi | ES Tunis        | 7    |
| 5    | Jacques Bessan        | Olympique Béja  | 7    |
| 5    | Tayeb Meziani         | ES Sahel        | 7    |
| 5    | Idriss Mhirsi         | US Monastir     | 7    |

### Meilleurs passeurs
| Rang | Joueur               | Club          | Passes |
| ---- | -------------------- | ------------- | ------ |
| 1    | Fraj Kayramani       | ES Sahel      | 5      |
| 2    | Alkhaly Bangoura     | CA Bizerte    | 4      |
| 2    | Wajdi Kechrida       | ES Sahel      | 4      |
| 2    | Mohamed Hassen Sioud | AS Rejiche    | 4      |
| 2    | Wissem Ben Yahia     | Club africain | 4      |
| 6    | Elyès Jlassi         | US Monastir   | 3      |
| 6    | Kingsley Eduwo       | CS Sfax       | 3      |
| 6    | Raouf Benguit        | ES Tunis      | 3      |

### Meilleurs gardiens
| Rang | Joueur          | Club            | Buts | Matchs | Ratio |
| ---- | --------------- | --------------- | ---- | ------ | ----- |
| 1    | Ali Ayari       | US Ben Guerdane | 14   | 23     | 0,61  |
| 2    | Ali Jemal       | Stade tunisien  | 21   | 25     | 0,84  |
| 3    | Naïm Mathlouthi | CA Bizerte      | 27   | 26     | 1,04  |
| 4    | Béchir Ben Said | US Monastir     | 25   | 24     | 1,04  |

## Bilan de la saison
- Champion d'automne : Espérance sportive de Tunis
- Champion : Espérance sportive de Tunis
- Meilleure attaque : Étoile sportive du Sahel (46 buts marqués)
- Meilleure défense : Union sportive de Ben Guerdane, Espérance sportive de Tunis, Club sportif sfaxien (16 buts encaissés)
- Premier but de la saison :  Bilel Aït Malek (  33e) pour le Stade tunisien contre l'Olympique de Béja (2-2), le 6 décembre 2020
- Dernier but de la saison :  Jacques Bessan (  90e) pour l'Olympique de Béja contre l'Étoile sportive du Sahel (4-4), le 19 mai 2021
- Premier but contre son camp :  Adama Keïta (  60e) de l'Avenir sportif de Rejiche en faveur du Club africain (1-1), le 12 décembre 2020
- Premier doublé :  Firas Chaouat (  14e   66e) pour le Club sportif sfaxien contre l'Union sportive monastirienne (2-1), le 10 décembre 2020
- Premier triplé :  Tayeb Meziani (  15e   25e   66e) pour l'Étoile sportive du Sahel contre l'Union sportive de Tataouine, le 21 mars 2021
- But le plus rapide d'une rencontre :  Ayoub Ayed (  2e) pour l'Étoile sportive du Sahel contre l'Union sportive de Ben Guerdane (2-1), le 3 février 2021
- But le plus tardif d'une rencontre :  Houssine Messadi (  94e) pour le Stade tunisien contre l'Olympique de Béja (2-2), le 6 décembre 2020
- Journée de championnat la plus riche en buts : 26 journée (24 buts)
- Journée de championnat la plus pauvre en buts : 17 journée (9 buts)
- Nombre de buts inscrits durant la saison : 376 buts
- Plus grand nombre de buts dans une rencontre : 8 buts : Étoile sportive du Sahel contre l'Olympique de Béja (4-4), le 19 mai 2021
- Plus large victoire à domicile : l'Étoile sportive du Sahel contre la Jeunesse sportive kairouanaise (5-1), le 7 avril 2021
- Plus large victoire à l'extérieur : Jeunesse sportive kairouanaise contre le Club sportif sfaxien (0-4), le 7 février 2021
- Coups du chapeau de la saison :  Tayeb Meziani       contre l'Union sportive de Tataouine, le 21 mars 2021
- Plus grande série de victoires : Espérance sportive de Tunis (9 matchs)
- Plus grande série de défaites : Jeunesse sportive kairouanaise (9 matchs)
- Plus grande série de matchs sans défaite : Club africain (14 matchs)
- Plus grande série de matchs sans victoire : Jeunesse sportive kairouanaise (26 matchs)

## Parcours en coupes d'Afrique
Le parcours des clubs tunisiens en coupes d'Afrique permet de déterminer le coefficient de la CAF, et donc le nombre de clubs tunisiens présents en coupes d'Afrique les années suivantes.
| Club                         | Compétition               | Résultat         | Ultime(s) adversaire(s)         |
| ---------------------------- | ------------------------- | ---------------- | ------------------------------- |
| Espérance sportive de Tunis  | Ligue des champions       | Demi-finales     | Al Ahly SC                      |
| Club sportif sfaxien         | Ligue des champions       | Premier tour     | MC Alger                        |
| Club sportif sfaxien         | Coupe de la confédération | Quart de finale  | JS Kabylie                      |
| Union sportive monastirienne | Coupe de la confédération | Tour de barrages | Raja CA                         |
| Étoile sportive du Sahel     | Coupe de la confédération | Phase de groupe  | CS Sfax, ASC Jaraaf, Salitas FC |